# Zemplénmátyás
Zemplénmátyás (1899-ig Matyasócz, szlovákul: Ondavské Matiašovce) község Szlovákiában, az Eperjesi kerületben, a Varannói járásban.

## Fekvése
Varannótól 13 km-re északkeletre, az Ondava bal oldalán fekszik.

## Története
A szájhagyomány szerint a települést egy Mátyás nevű ember alapította, aki juhtenyésztéssel foglalkozott.
Az alapítás idejét általában 1250 és 1330 közé teszik, mely valószínűleg soltész általi betelepítéssel történt. A falu nevét soltészáról és egyben első bírájáról, Mátyásról kaphatta. A községben már alapítása óta volt egy fatemplom, mely a mai községi hivatal helyén állt és amelyet már 1437-től említenek. A falu első írásos említése csak 1451-ben történt „Mathiasfalva” alakban a leleszi konvent oklevelében, melyben megerősíti a barkó-jeszenóci uradalomnak a Homonnai Drugeth család két ága közti birtokmegosztását. A 16. és 17. században a Drugeth család több birtokával együtt Mátyásfalva a Révay, Barkóczy és más családok zálogbirtoka volt. Amikor a 16. század második felében a Drugethek áttértek a református hitre a község is követte őket. 1600-ban 21 háztartása adózott, rajtuk kívül templom, plébánia és iskola is volt a településen. 1623-ban súlyos csapás érte, egy tűzvészben az egész falu leégett. A 17. század közepétől Mátyásfalván református lelkészség működött. 1730 körül lakói szintén reformátusok voltak.
A község katolikus hitre való visszatérítése a Barkóczy családhoz fűződik, akik az egri püspökség segítségével 1749-ben újra alapították a katolikus plébániát. 1768-ban gróf Barkóczy Zsuzsanna iskolát alapított itt, majd katolikus templomot is építtetett 1773-ban. 1778-ban a falut földrengés sújtotta.
A 18. század végén Vályi András így ír róla: „MATYASÓCZ. Mattyasovce. Tót falu Zemplén Várm. földes Ura G. Barkóczy Uraság, lakosai katolikusok, fekszik Varannóhoz, és Zsalobinhoz közel, dombos határja három nyomásbéli, erdője van, szőleje nints, széna nélkűl szűkölködik, piatza Varannón van.”
Fényes Elek 1851-ben kiadott geográfiai szótárában így ír a faluról: „Matyasocz, tót falu, Zemplén vgyében, az Ondava mellett, 439 r., 57 g. kath., 11 zsidó lak. Kath. paroch. templom. 561 h. szántóföld. Erdő. F. u. gr. Forgách, Bideskuty. Ut. p. Eperjes.”
Borovszky Samu monográfiasorozatának Zemplén vármegyét tárgyaló része szerint: „Zemplénmátyás, azelőtt Matyasócz, tót kisközség, 87 házzal és 435 róm. kath. vallású lakossal. Postája és távírója Tavarna, vasúti állomása Homonna. Már 1363-ban Mátyásvágása néven a Rozgonyiak birtoka. A homonnai uradalomhoz tartozott s az újabb korban a gróf Forgách, Barkóczy és a Bydeskuty családok voltak a földesurai. Most a gróf Barkóczy-féle hitbizományhoz tartozik. 1663-ban a pestis pusztította lakosait, 1778-ban pedig földrengés okozott sok kárt, mely a csak néhány évvel előbb épült római katholikus templomot is megrongálta. Ide tartozik Petrócz-puszta, mely alighanem az 1419-ben a Nagymihályi és a Tibai családok birtokaként említett Ujpetrócz falunak felel meg.”
A trianoni diktátumig Zemplén vármegye Varannói járásához tartozott. Az első világháborúban 8 helyi lakos esett el a harctéren.
1944. november 24-én a falu a harcokban leégett. Termelőszövetkezetét 1952-ben alapították. 1972-ben befejezték a kultúrház építését.

## Népessége
| Év:            | 1994. | 2004.   | 2014.   | 2024.   |
| -------------- | ----- | ------- | ------- | ------- |
| Emberek száma: | 753   | 811     | 825     | 803     |
| Eltérés:       |       | +7,70 % | +1,72 % | -2,66 % |

| Év:            | 2023. | 2024.   |
| -------------- | ----- | ------- |
| Emberek száma: | 799   | 803     |
| Eltérés:       |       | +0,50 % |

1910-ben 421-en, többségében szlovák anyanyelvűek lakták, jelentős magyar kisebbséggel.
2001-ben 804 lakosából 648 szlovák és 152 cigány volt.
2011-ben 817 lakosából 749 szlovák és 43 cigány volt.
2021-ben 805 lakosából 18 (+16) cigány, 1 magyar, (+2) ruszin, 752 (+5) szlovák, 5 egyéb és 29 ismeretlen nemzetiségű volt.

## Nevezetességei
- Szent Miklós tiszteletére szentelt római katolikus temploma 1773-ban épült.